# Святой Иоанн на Патмосе (картина Босха)
«Святой Иоанн на Патмосе» — картина нидерландского художника Иеронима Босха.
Юный апостол Иоанн изображён на острове Патмос, куда его сослал император Домициан, и где он создал своё Откровение, — вероятно, эта книга и лежит у него на коленях. Его кроткий взор устремлён к представшему ему видению: «жена, облечённая в солнце; под ногами её луна…» (Откр. 12:1). На её появление указывает Иоанну ангел, чья тонкая фигура и полупрозрачные крылья выглядят не намного более вещественными, чем призрачная, окутанная дымкой панорама голландского города на горизонте. Босх, быть может, под влиянием своих предшественников, обращавшихся к этому сюжету, на сей раз отказался от столь излюбленного им изображения шабаша бесов, и даже изображённые слева внизу горящие корабли и маленький монстр справа, навеянные образами Апокалипсиса, не могут сколько-нибудь серьёзно нарушить ту идиллическую обстановку, в которой Иоанн радуется явлению Девы Марии «во славе».
Монстр, изображённый Босхом в правом нижнем углу картины, полностью подпадает под библейское описание саранчи, данное Иоанном Богословом.

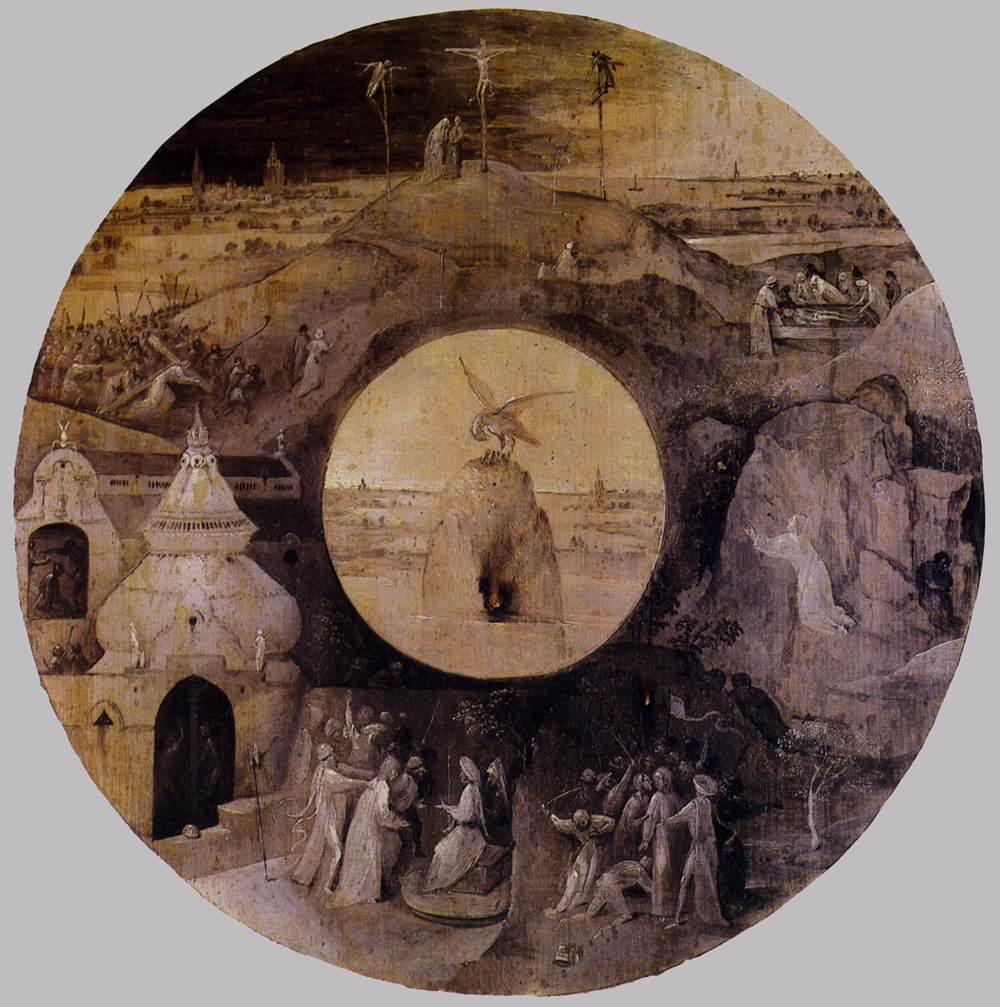
Сцены страстей Христовых и пеликан с птенцами (Оборотная сторона доски «Св. Иоанн на Патмосе». Гризайль. Диаметр ок. 39 см

Однако смирённое зло берёт реванш на оборотной, внешней стороне доски, где написанный в технике гризайли поток бесов и монстров, фосфоресцируя подобно глубоководной рыбе, льётся по двойному кругу диаметром 39 см. По внешнему кругу разворачиваются сцены Страстей, завершающиеся наверху кульминацией распятия. Во внутреннем круге повторяется изображение Голгофы, символически обозначенной в виде скалы, на вершине которой свил своё гнездо пеликан. Эта птица, по распространённому поверью, кормящая птенцов кровью, бьющей из собственной груди, — традиционный символ жертвы, принесённой Христом. Очень уместно было поместить пеликана на оборотной створке панно, посвящённого любимому ученику Христа Иоанну, который, по словам Данте, «покоил главу на груди самого Божественного Пеликана».
Предполагается, что «Св. Иоанн на Патмосе» являлся боковой створкой утраченного триптиха, судя по направлению взгляда Иоанна — правой.